# Французский протекторат Мадагаскар
Французский протекторат Мадагаскар — располагался на одноимённом острове в Индийском океане. Существовал с 1882 по 1897, прежде чем был преобразован в колонию.
Через протекторат Франция пыталась контролировать иностранные дела Королевства Имерина через своего представителя в Антананариву. Франция объявила остров протекторатом в 1882 году после достижения соглашения с Великобританией, которая была первой европейской державой, установившей прочное влияние и присутствие на острове, начиная с прибытия представителей Лондонского миссионерского общества около 1820 г.; Великобритания согласилась санкционировать претензии Франции на Мадагаскар в обмен на признание Францией её претензий на Занзибар. Французы обосновывали установление протектората земельными претензиями на отдалённые острова, такие как Нуси-Бе и Нуси-Бураха, и договором, подписанным с местным лидером западного прибрежного народа сакалава. Также их претензии подкреплялись документами, подписанными королем Радама II, в том числе письмом (возможно, подпись под ним была получена обманным путем), призывающим Наполеона III поддержать государственный переворот против Ранавалуна I, и соглашением о собственности на землю с французским промышленником Жозефом-Франсуа Ламбером, которое стало недействительным после убийства Радамы в 1863 году.
Сменявшие друг друга правители Ранавалуна II и Ранавалуна III и их премьер-министр Райнилайаривуни отвергали притязания на статус французского протектората и последовательно отказывались признавать французского представителя или подчиняться требованиям французов, которые пытались установить контроль над внешними делами и торговлей Мадагаскара. Правительство Мадагаскара разослало письма внешнеторговым и дипломатическим союзникам, включая Великобританию и Соединённые Штаты, с просьбой выступить перед Францией от имени Мадагаскара за сохранение малагасийской независимости. Франция развернула активную дипломатичную деятельность против Мадагаскара и бомбардировала прибрежные города, пытаясь добиться соблюдения своих требований, но Мадагаскар продолжал управлять своими делами с относительно небольшим вмешательством.
В результате французский экспедиционный корпус занял Антананариву в сентябре 1895 года и заключил в тюрьму королеву и премьер-министра. В январе 1897 года Франция подавила восстание меналамба и объявила Мадагаскар французской колонией и депортировала премьер-министра в Алжир, где он вскоре умер. Был назначен гражданский губернатор, а ключевые фигуры оппозиции были заключены в тюрьму или казнены. Королеве было разрешено продолжать управлять некоторыми внутренними делами в качестве формальной правительницы. Народное движение сопротивления, названное восстанием Меналамбы, возникло в ответ на коррупцию и неэффективность местной монархии, растущее европейское присутствие и влияние на острове, а также распространение христианства. После жестокого подавления восстания в 1897 году французы казнили ключевых членов королевской семьи и отправили королеву и премьер-министра в ссылку сначала в Реюньон, а затем в Алжир, где она умерла в 1917 году.